# Josep Maria Ferrer Arpí
Josep Maria Ferrer Arpí (Barcelona, 1944 - 29 de setembre de 2014) va ser un enginyer i divulgador científic català. Es va llicenciar com a enginyer el 1969, va ser presentador, guionista i director de programes a TV3 i Canal 33 com Joc de ciència, Dit i fet, Més enllà del 2000 i Punt Omega. També va ser responsable a TV3 de diverses àrees com Promoció, Comunicació i Mercadotècnia, i posteriorment a la Corporació Catalana de Ràdio i Televisió, on va ser cap d'Estudis i Investigació, responsable de Màrqueting i director corporatiu d'Innovació. A la dècada dels 80 va ser el director de l'Escola Tècnico-Professional del Ripollès.
Va ser el primer que va fer un programa de televisió de divulgació científica en català i, juntament amb Mari Pau Huguet, va fer la primera emissió del Canal 33. També va publicar diversos llibres sobre innovació i investigació, l'últim centrat en l'àmbit dels viatges que portava per títol "El primer estel del capvespre d'Angkor". Va morir el setembre de 2014 víctima d'un càncer.

## Obra publicada
- Si funciona, ¡cámbialo!, cómo innovar sin morir en el intento.
- Abecedari per innovadors
- El primer estel del capvespre a Angkor